# Benedict Freitag
Benedict Freitag (* 30. September 1952 in Zürich) ist ein Schweizer Theater- und Filmschauspieler.

## Leben
Freitag wurde als Sohn der Schauspieler Maria Becker und Robert Freitag geboren und wuchs in Zürich bei seinen Eltern zusammen mit zwei Brüdern auf. Sein Bruder Oliver Tobias wurde ebenfalls Schauspieler. Mit 18 Jahren ging Freitag zunächst in die USA und nach Kanada, reiste als Hippie und lebte ein halbes Jahr auf dem Reservat der Stoney Nakoda Indianer. Anschließend tourte er für einige Zeit als Rockmusiker in Deutschland und den Niederlanden.
Sein schauspielerisches Handwerk erlernte Freitag bei dem Tourneetheater Die Schauspieltruppe Zürich, das seine Eltern 1956 gemeinsam mit dem deutschen Theaterschauspieler Will Quadflieg gründeten und mit der sie im gesamten deutschsprachigen Raum und in den USA auftraten. Seine Karriere als Schauspieler begann er 1980 mit einem Engagement am Schillertheater in Berlin. Seither ist Freitag regelmäßig in Fernsehfilmen und -serien sowie in Theaterinszenierungen zu sehen.
Freitag war verheiratet und lebte zusammen mit seiner damaligen Frau in der Toskana, wo er den Lebensunterhalt zeitweilig als Maurer verdiente. 1987 lernte er während der Dreharbeiten zur Filmkomödie Der Unsichtbare die Sängerin Nena kennen, mit der er bis 1992 zusammenlebte. Er ist der Vater ihres erstgeborenen Sohnes (1988–1989) und der 1990 geborenen Zwillinge, von denen Larissa ebenfalls künstlerisch tätig ist.

## Filmografie (Auswahl)
- 1982: Der Gärtner von Toulouse
- 1983: Das Traumschiff: Amazonas (Fernsehserie)
- 1986: Sommer in Lesmona (Fernsehserie)
- 1987: Der Unsichtbare
- 1987: Der Fall Lafarge
- 1988: Das Traumschiff Der Priester
- 1992: Tatort – Marion (Fernsehreihe)
- 1994: Die Direktorin (Fernsehserie)
- 1994: Schwarz-Rot-Gold – Geld stinkt (Fernsehserie)
- 1995: Die Versuchung – Der Priester und das Mädchen (Fernsehfilm)
- 1997: Lea Katz – Die Kriminalpsychologin: Das wilde Kind
- 1998: Vollmond
- 1999: Ein starkes Team: Bankraub (Fernsehfilm)
- 2000: Der letzte Zeuge – Der Tod des weißen Ritters (Fernsehserie)
- 2000: Küste der Träume (Fernsehfilm)
- 2001: Die Liebenden vom Alexanderplatz (Fernsehfilm)
- 2005: Snow White
- 2012: Tatort – Skalpell (Fernsehreihe)
- 2014: Tatort – Winternebel (Fernsehreihe)
- 2019: Gate to Heaven